# Heinz Sahner
Heinz Sahner (* 23. Oktober 1938 in Ladung, Sudetenland; † 6. Dezember 2023 in Sande) war ein deutscher Soziologe. Bis zu seiner Emeritierung 2004 lehrte er als Professor an der Martin-Luther-Universität Halle-Wittenberg.

## Leben
Nach einer Berufsausbildung zum Elektromechaniker und einer Technikerprüfung besuchte Sahner von 1960 bis 1964 ein Abendgymnasium bis zum Abitur. Nach dem Studium an der Universität zu Köln erlangte er erst den Grad eines Diplom-Volkswirts / sozialwissenschaftliche Richtung und wurde 1973 bei Erwin K. Scheuch und René König promoviert.
Danach ging er als Akademischer Rat für Soziologie an die Christian-Albrechts-Universität zu Kiel, wo er sich 1981 habilitierte. Von 1982 bis 1992 war er Professor für Soziologie an der damaligen Hochschule Lüneburg. Ab 1992 war er Professor für allgemeine Soziologie an der Martin-Luther-Universität Halle-Wittenberg (von 1992 bis 1994 als Gründungsprofessor), seit 2004 emeritiert.
Sahners Forschungsschwerpunkte waren die Strukturanalyse moderner Gesellschaften, die Analyse des Transformationsprozesses nach der Vereinigung mit Hilfe von Aggregat- und Umfragedaten, die Interessenorganisationen in Ost- und Westdeutschland und die Stadt- und Regionalsoziologie. Sein Lehrbuch „Schließende Statistik“ erschien in 7 Auflagen. Außerdem beschäftigte er sich mit den freien Berufen.

## Schriften (Auswahl)
- Schließende Statistik (= Statistik für Soziologen, Bd. 2). Teubner, Stuttgart 1971 (7. Auflage: VS Verlag für Sozialwissenschaften, Wiesbaden 2008, ISBN 978-3-531-16103-7).
- Politische Tradition, Sozialstruktur und Parteiensystem in Schleswig-Holstein. Ein Beitrag zur Replikation von Rudolf Heberles: Landbevölkerung und Nationalsozialismus (= Politik und Wähler, Bd. 9). Hain, Meisenheim am Glan 1972, ISBN 3-445-00895-7.
- Führungsgruppen und technischer Fortschritt (= Kölner Beiträge zur Sozialforschung und angewandten Soziologie, Bd. 17). Hain, Meisenheim am Glan 1975 (Dissertation Universität Köln), ISBN 3-445-01159-1.
- Theorie und Forschung. Zur paradigmatischen Struktur der westdeutschen Soziologie und zu ihrem Einfluß auf die Forschung (= Beiträge zur sozialwissenschaftlichen Forschung, Bd. 34). Westdeutscher Verlag, Opladen 1982 (Habilitationsschrift Universität Kiel), ISBN 3-531-11606-1.
- Zur Lage der freien Berufe 1989 (= Schriften des Forschungsinstituts Freie Berufe, Bd. 1). Drei Teile. Lüneburg 1989–1990.
- (Hrsg.): Freie Berufe in der DDR und in den neuen Bundesländern  (= Schriften des Forschungsinstituts Freie Berufe, Bd. 4). FFB, Lüneburg 1991, ISBN 3-927816-09-4.
- (mit Andreas Rönnau): Freie Heilberufe und Gesundheitsberufe in Deutschland (= Schriften des Forschungsinstituts Freie Berufe, Bd. 6). FFB, Lüneburg 1991, ISBN 3-927816-11-6.
- (Hrsg.): Sozialforschung im vereinten Deutschland und in Europa. Oldenbourg, München 1991, ISBN 3-486-55918-4.
- (Hrsg.): Kultur und Gesellschaft (= Lüneburger Universitätsschriften, Bd. 4). Universität Lüneburg 1992, ISBN 3-927816-17-5.
- (Hrsg.): Brauchen wir eine neue Bildungsreform? Das Bildungswesen in der Krise ; neue Anforderungen und alte Mängel (= Lüneburger Universitätsschriften, Bd. 5). Universität Lüneburg 1993, ISBN 3-927816-19-1
- (Hrsg., mit Everhart Holtmann): Aufhebung der Bipolarität. Veränderungen im Osten, Rückwirkungen im Westen. Leske + Budrich, Opladen 1995, ISBN 3-8100-1432-X.
- (Hrsg.): Transformationsprozesse in Deutschland. Leske + Budrich, Opladen 1995, ISBN 3-8100-1523-7.
- (Hrsg.): Soziologie als angewandte Aufklärung. Weniger als erwartet, aber mehr als zu befürchten war ; die Entwicklung der Nachkriegssoziologie aus der Sicht der frühen Fachvertreter. Nomos, Baden-Baden 2000, ISBN 3-7890-6722-9.
- (Hrsg.): Fünfzig Jahre nach Weinheim.  Empirische Markt- und Sozialforschung gestern, heute, morgen. Nomos, Baden-Baden 2002, ISBN 3-7890-8184-1.

Festschrift
- Michael Bayer/Sören Petermann (Hrsg.): Soziale Struktur und wissenschaftliche Praxis im Wandel. Festschrift für Heinz Sahner. VS Verlag für Sozialwissenschaften, Wiesbaden 2004, ISBN 978-3-322-80528-7.